# Abner Lloveras
Abner Lloveras i Hernández (Barcelona, 4 de setembre de 1982) és un lluitador professional català d'arts marcials mixtes, que actualment competeix en la categoria de pes lleuger. El 2010 va rebre una medalla d'or al torneig olímpic espanyol de boxa. També va competir a The Ultimate Fighter: Team McGregor vs. Team Faber.

## Trajectòria

### Carrera d'arts marcials mixtes
Lloveras va debutar com a professional d'arts marcials mixtes (MMA) l'agost de 2004 amb la promoció del Campionat d'Arts Marcials Mixtes del Regne Unit. Al llarg de la següent dècada va competir en diverses competicions, com Shooto i M-1 Global, i va acumular un rècord de 19 victòries i 7 derrotes. Un dels combats més notables de Lloveras durant aquest període va ser amb el lluitador de la Ultimate Fighting Championship (UFC) Phillipe Nover.
El 31 d'agost del 2015 es va anunciar que Lloveras seria concursant de la 22a temporada del reality show The Ultimate Fighter. En la ronda d'eliminació va derrotar Vlado Sikic per submissió verbal a causa d'una lesió a l'espatlla, en la ronda preliminar va derrotar Jason González per decisió unànime, i als quarts de final, va perdre davant de Julian Erosa per decisió dividida.
Lloveras es va enfrontar al seu company d'equip Chris Gruetzemacher en la final de la UFC 22 l'11 de desembre de 2015 en tres assalts força disputats en què Lloveras va estar a punt d'acabar la baralla amb un estrangulament dret darrere. Finalment, va perdre el combat per decisió unànime i posteriorment va ser acomiadat de la promoció.
Lloveras es va enfrontar al veterà de la UFC Andre Winner el 25 de juny del 2016, pel títol interí del pes wèlter de la SHC, a Ginebra. Va perdre el combat per decisió dividida.

## Campionats

### Arts marcials mixtes
- Respect Fighting Championship
  - Campió de pes lleuger

Millor lluita de MMA 2015 per a GNP MAGAZINE a Europa

### Kickboxing
- Kickboxing Espanya
  - Campió amateur (2005)[8]

### Boxa
- Boxa Espanya
  - Campió d'Espanya (2010, 2011 i 2012)[9]

## Palmarés en arts marcials mixtes
| 22 victòries (8 nocauts), 11 derrotes, 1 empat | 22 victòries (8 nocauts), 11 derrotes, 1 empat | 22 victòries (8 nocauts), 11 derrotes, 1 empat | 22 victòries (8 nocauts), 11 derrotes, 1 empat | 22 victòries (8 nocauts), 11 derrotes, 1 empat | 22 victòries (8 nocauts), 11 derrotes, 1 empat | 22 victòries (8 nocauts), 11 derrotes, 1 empat | 22 victòries (8 nocauts), 11 derrotes, 1 empat | 22 victòries (8 nocauts), 11 derrotes, 1 empat |
| Resultat                                       | Rècord                                         | Oponent                                        | Mètode                                         | Esdeveniment                                   | Data                                           | Ronda                                          | Temps                                          | Localització                                   |
| ---------------------------------------------- | ---------------------------------------------- | ---------------------------------------------- | ---------------------------------------------- | ---------------------------------------------- | ---------------------------------------------- | ---------------------------------------------- | ---------------------------------------------- | ---------------------------------------------- |
| Derrota                                        | 22–11–1                                        | Jim Wallhead                                   | Decisió (unànime)                              | Bellator Newcastle                             | 9 de febrer de 2019                            | 3                                              | 5:00                                           | Newcastle                                      |
| Victòria                                       | 22–10–1                                        | Alessandro Botti                               | TKO (cops)                                     | Italian Cage Fighting 4                        | 29 de setembre de 2018                         | 1                                              | 3:46                                           | Milà                                           |
| Derrota                                        | 21–10–1                                        | Fares Ziam                                     | KO (cop)                                       | Hit Fighting Championship 5                    | 10 de març de 2018                             | 2                                              | 0:24                                           | Horgen                                         |
| Victòria                                       | 21–9–1                                         | Davy Gallon                                    | KO (cop)                                       | Arnold Fighters/Titan Channel: War of Titans   | 23 de setembre de 2017                         | 3                                              | 3:44                                           | Barcelona                                      |
| Victòria                                       | 20–9–1                                         | Maxim Maryanchuk                               | KO (puntada de peu al cos)                     | ADW: Road to Abu Dhabi 4                       | 24 de setembre de 2016                         | 2                                              | 4:18                                           | Sofia                                          |
| Derrota                                        | 19–9–1                                         | Andre Winner                                   | Decisió (dividida)                             | SHC 11                                         | 25 de juny de 2016                             | 3                                              | 5:00                                           | Ginebra                                        |
| Derrota                                        | 19–8–1                                         | Chris Gruetzmacher                             | Decisió (unànime)                              | The Ultimate Fighter 22 Finale                 | 11 de desembre de 2015                         | 3                                              | 5:00                                           | Las Vegas                                      |
| Victòria                                       | 19–7–1                                         | Nordin Asrih                                   | Decisió (unànime)                              | Respect FC 12                                  | 11 d'abril de 2015                             | 5                                              | 5:00                                           | Wuppertal                                      |
| Victòria                                       | 18–7–1                                         | Jonas Boeno do Rosario                         | Decisió (unànime)                              | AFL 2                                          | 29 de novembre de 2014                         | 3                                              | 5:00                                           | Fuenlabrada                                    |
| Victòria                                       | 17–7–1                                         | Miguel Valverde                                | Submissió (guillotine choke)                   | International Fighting Championship            | 25 de juliol de 2014                           | 1                                              | 1:09                                           | Badalona                                       |
| Victòria                                       | 16–7–1                                         | Pierre Chretien                                | Submissió (guillotine choke)                   | AFL 1                                          | 10 de maig de 2014                             | 1                                              | 1:05                                           | Barcelona                                      |
| Derrota                                        | 15–7–1                                         | Mike Campbell                                  | Decisió (unànime)                              | CES MMA: Undisputed 2                          | 1 de febrer de 2013                            | 5                                              | 5:00                                           | Lincoln                                        |
| Victòria                                       | 15–6–1                                         | Ryan Quinn                                     | Decisió (unànime)                              | CES MMA: Proving Grounds                       | 15 de juny de 2012                             | 3                                              | 5:00                                           | Lincoln                                        |
| Victòria                                       | 14–6–1                                         | Rich Moskowitz                                 | Decisió (unànime)                              | Premier FC 7                                   | 3 de desembre de 2011                          | 3                                              | 5:00                                           | Amherst                                        |
| Victòria                                       | 13–6–1                                         | Ralph Johnson                                  | Submissió (armbar)                             | Paul Vandale Promotions: The Beast Comes East  | 20 de maig de 2011                             | 1                                              | 2:49                                           | Worcester                                      |
| Derrota                                        | 12–6–1                                         | Shamil Zavurov                                 | TKO (cops)                                     | M-1 Challenge 22: Narkun vs. Vasilevsky        | 10 de desembre de 2010                         | 4                                              | 4:22                                           | Moscou                                         |
| Victòria                                       | 12–5–1                                         | Danny Covyn                                    | TKO (cops)                                     | Hombres de Honor 15                            | 20 de novembre de 2010                         | 2                                              | 0:49                                           | Barcelona                                      |
| Victòria                                       | 11-5–1                                         | Berrie Bunthof                                 | KO (cop)                                       | M-1 Selection 2010: Eastern Europe Finals      | 22 de juliol de 2010                           | 1                                              | 3:23                                           | Moscou                                         |
| Victòria                                       | 10–5–1                                         | Miljan Jaksic                                  | Submissió (rear-naked choke)                   | M-1 Selection 2010: Western Europe Round 3     | 29 de maig de 2010                             | 1                                              | 4:20                                           | Hèlsinki                                       |
| Derrota                                        | 9–5–1                                          | Leandro Frois                                  | Decisió (unànime)                              | Fight 4 Life                                   | 27 de març de 2010                             | 3                                              | 5:00                                           | Barcelona                                      |
| Victòria                                       | 9–4–1                                          | Sunnat Ilyasov                                 | KO (cop de genoll)                             | M-1 Selection 2010: Western Europe Round 1     | 5 de febrer de 2010                            | 2                                              | 1:18                                           | Hilversum                                      |
| Victòria                                       | 8–4–1                                          | Luiz Andrade I                                 | Decisió (unànime)                              | M-1 Challenge 18: Netherlands Day Two          | 16 d'agost de 2009                             | 2                                              | 5:00                                           | Hilversum                                      |
| Victòria                                       | 7–4–1                                          | Gael Grimaud                                   | Decisió (dividida)                             | M-1 Challenge 14: Japan                        | 29 d'abril de 2009                             | 3                                              | 5:00                                           | Tòquio                                         |
| Victòria                                       | 6–4–1                                          | Carlos Valeri                                  | KO                                             | Almogavers 1                                   | 22 de març de 2009                             | 2                                              | 0:24                                           | Barcelona                                      |
| Derrota                                        | 5–4–1                                          | Erik Oganov                                    | Decisió                                        | M-1 MFC: Battle on the Neva                    | 21 de juliol de 2007                           | 3                                              | 5:00                                           | Sant Petersburg                                |
| Victòria                                       | 5–3–1                                          | Ramón Díaz                                     | Decisió (unànime)                              | Hummer Man Fight                               | 14 d'abril de 2007                             | 3                                              | 5:00                                           | Guadalajara                                    |
| Victòria                                       | 4–3–1                                          | Lola Bamgbala                                  | Submissió (kimura)                             | UKMMAC 17                                      | 26 de novembre de 2006                         |                                                |                                                | Regne Unit                                     |
| Derrota                                        | 3–3–1                                          | Phillipe Nover                                 | Decisió (maigritaria)                          | Ring of Combat 12                              | 17 de novembre de 2006                         | 2                                              | 5:00                                           | Atlantic City                                  |
| Victòria                                       | 3–2–1                                          | Marius Doczi                                   | Decisió (unànime)                              | Shooto: Spain                                  | 9 de juliol de 2006                            | 2                                              | 5:00                                           | Espanya                                        |
| Victòria                                       | 2–2–1                                          | Marcos Paulo                                   | TKO (cops)                                     | MMA Vitoria 1                                  | 8 d'abril de 2006                              | 1                                              | 3:40                                           | Vitória                                        |
| Derrota                                        | 1–2–1                                          | Oliver Jones                                   | Submissió (rear-naked choke)                   | Extreme Fighting 1                             | 15 d'octubre de 2005                           | 2                                              | 4:38                                           | Londres                                        |
| Empat                                          | 1–1–1                                          | Lola Bamgbala                                  | Empate                                         | UKMMAC 12                                      | 2 d'octubre de 2005                            |                                                |                                                | Essex                                          |
| Victòria                                       | 1–1                                            | Tom Lowman                                     | Submissió (guillotine choke)                   | UKMMAC 10                                      | 6 de març de 2005                              | 1                                              | 4:45                                           | Essex                                          |
| Derrota                                        | 0–1                                            | Darren Guisha                                  | TKO (cops)                                     | UKMMAC 8                                       | 22 d'agost de 2004                             | 3                                              | 3:59                                           | Regne Unit                                     |